# سینه‌سرخ پیسه زیردم‌سفید
سینه‌سرخ پیسه زیردم‌سفید (نام علمی: Copsychus niger) نام یک گونه از سرده سینه‌سرخ پیسه است.